# Jordi Pablo
Jordi Pablo Ripollés (Vinaròs, 1º gennaio 1990) è un ex calciatore spagnolo, di ruolo attaccante.